# 森本甚兵衛 (1890年生の実業家)
森本 甚兵衛（もりもと じんべい、旧姓・細井、前名・悦蔵、1890年〈明治23年〉4月 - 1983年〈昭和58年〉9月12日）は、日本の地主、実業家。西宮銀行、西宮酒造各取締役。戊辰土地、南大阪田園都市各監査役。12代森本甚兵衛。

## 人物
大阪府人・細井重右衛門の四男。1914年、兵庫県人・森本甚兵衛の養子となり家督を相続、前名・悦蔵を改め襲名した。住所は兵庫県西宮市久保町。

## 家族・親族
森本家
- 養父・甚兵衛
- 妻・芳江（1890年 - ?、兵庫、森本甚兵衛の長女[1][4]、森本甚兵衛の妹[2]）
- 養弟・秀二[4]（1896年 - ?、日本鉄線鋼索常務取締役、乾汽船監査役）